# 希望 (言語学)
希望（きぼう）とは言語学・文法の用語の1つである。行動などへの願望・欲求をあらわす表現法。特に日本語の"助動詞"「-たい」「-たがる」を用いた形式について言うことが多い。

## 日本語における希望表現の形態論
日本語においては、自分の動作に対する希望を、動詞に「-たい」「-たがる」をつけて表現する。ただし両者は用法が異なる。「-たい」（形容詞型活用で、動詞と合わせた全体を形容詞と見てもよい）は主観的な希望を表現し、「-たがる」（動詞型活用、「-がる」接尾辞）は希望を示す客観的な行動・様子を表現する（希望そのものを表現するのではない）。前者は主体（話題）が一人称または二人称の場合に、後者は主体が三人称の場合に使うことが多い。二人称に対する一人称の希望を表すには「-されたい」という表現が用いられる。そのほか、形容詞「ほしい(欲しい)」とそれから派生した動詞「欲しがる」が使用され（使い分けは「-たい」「-たがる」と同様）、物事を所望する場合は「-(体言)がほしい」、他者の動作に対する希望は「動詞のテ形 + ほしい（補助形容詞）」（例：来てほしい）などのように表現する。
| たい型   | 書く→書きたい 食べる→食べたい     |
| たがる型 | 食べる→食べたがる 読む→読みたがる |

これは、感覚・感情を表す主観的形容詞に対しての
- うるさい→うるさがる
- 痛い→痛がる
- 暑い→暑がる

と同じ派生形式である。形容詞に対しての場合は、「痛がれ」・「暑がれ」などと命令形が存在するが、動詞に対しての場合は「読みたがれ」・「動きたがれ」などの命令的な表現はあまり使われない。

### 歴史
「-たい」（文語体では「-たし」）は歴史的には中古から現れるが、万葉集にもわずかながらそれらしい用例がある。語源的には「いたし」（「甚し」若しくは「痛し」）に由来するといわれる。「-たがる」と使い分けされるようになったのは近世である。
さらに古く同じ意味に用いられたのは、動詞の未然形に接続する助動詞「-まほし」である。これは「-まくほし」の短縮形であり、助動詞「-む」の名詞形（ク語法）「-まく」に「ほし」（欲しい）がついた形に由来する。
動詞としては「欲す」（ほっす；現代語では「欲する」）がある。これは主体に関わらず主観的な希望を表すのに用いられる。動詞「欲(ほ)る」の連用形（名詞形）「ほり」に動詞「-す」がついた形「ほりす」に由来する。
琉球語のいくつかの方言では、「いたし」由来形式（生理的に不可避な場合）と「ほし」由来形式（一般的な希望）が併存して使い分けられていることから、上代以前の日本語（日琉祖語）にもこのような両形式があったのではないかとの説もある。

## 他の言語
他の言語では「希望する」という動詞を用いる場合が多く、特に英語などヨーロッパ言語はいずれも動詞を用いるので、「たい」「ほしい」などの形容詞（的表現）を基本とする日本語とは対照的である（これは既述の主観・客観の区別とも関係する）。
話者の希望の表現には直説法でなく接続法などを用いることもある。古代ギリシャ語やサンスクリットなど、古いインド・ヨーロッパ語では、希望を表す専用の表現として希求法（英: optative mood、opt）が用いられる。サンスクリットでは希求法と別に基本動詞から派生した意欲動詞（英: desiderative mood、desid）も用いられる。